# Parc national Great Otway
Pour les articles homonymes, voir Otway.

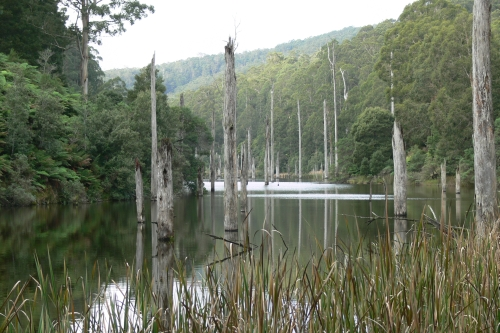
Le lac Elisabeth.

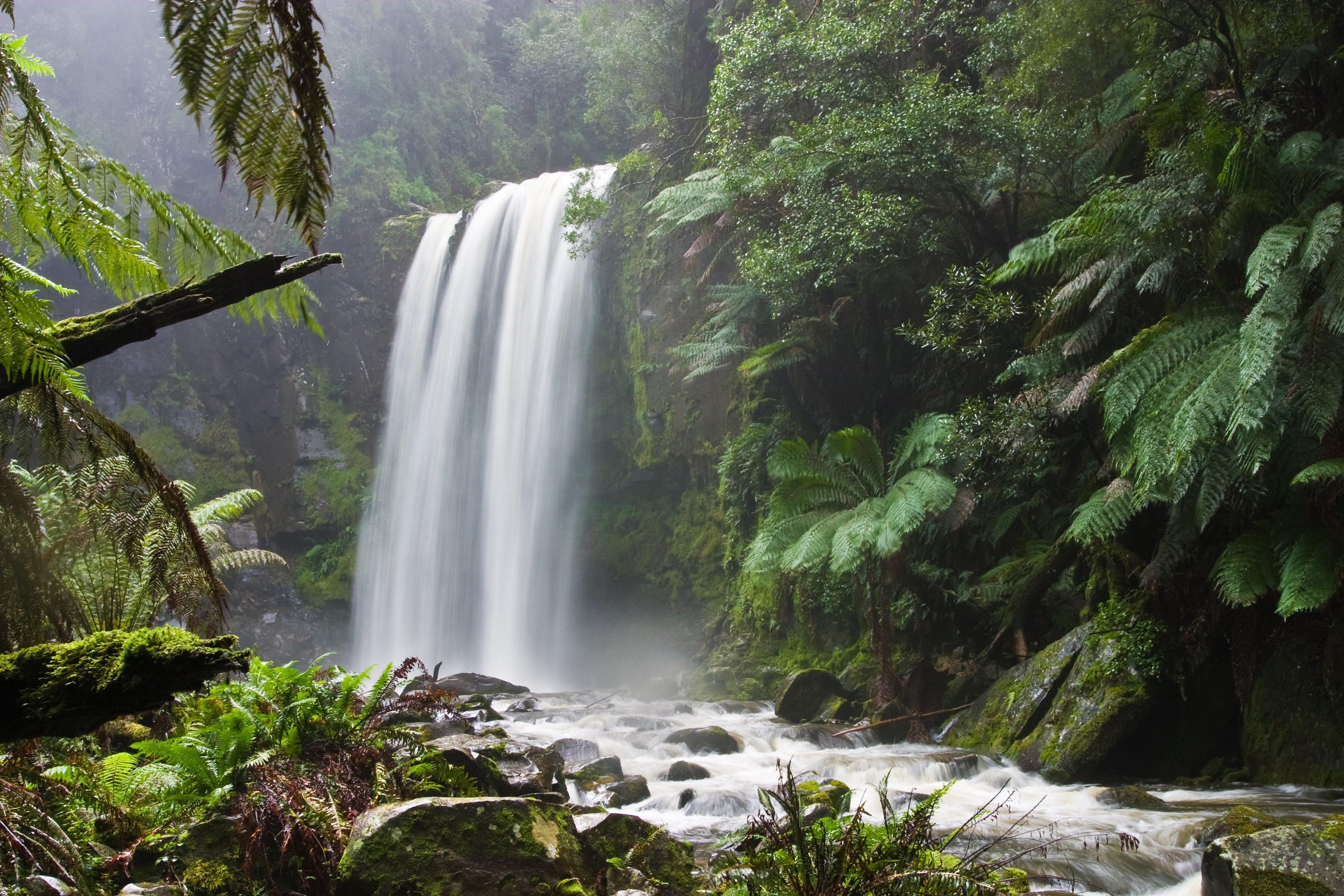
Les chutes Hopetoun.

Le parc national Great Otway est un parc national dans l'État de Victoria en Australie, à 162 km au sud-ouest de Melbourne. Le parc d'une superficie de 1031,85 km ² a été ouvert en 2004, quand les parcs Otway, Angahook-Lorne, Carlisle, Melba Gully, des parties de la forêt d'état d'Otway et un certain nombre de réserves de terres ont été fusionnés en un seul parc. Le parc se caractérise par sa grande diversité de paysages et de types de végétation. Il a été créé après une campagne menée par la communauté Otway Ranges Environment Network. 
Le parc comprend trois zones de camping - Johanna, Aire River et Blanket Bay et on peut y accéder depuis l'est par Apollo Bay, au nord via Forrest ou Beech Forest, et de l'ouest via Princetown. Le parc s'étend le long de la côte dans la Otway Ranges, offrant un accès facile aux plages et à la forêt d'Otway. Il existe de nombreux sentiers de randonnée dans le parc. Le phare du cap Otway est voisin du parc et ouvert aux touristes plusieurs fois par semaine (visites sur rendez-vous).